# Margaret Pilkington
Pour les articles homonymes, voir Pilkington.
Margaret Pilkington, née le 25 novembre 1891 et morte le 2 août 1974, est une graveuse sur bois britannique active au début du XXe siècle. Elle est l'élève de Noel Rooke à la Central School of Art and Design et est membre de la Society of Wood Engravers et de la Red Rose Guild. Elle reçoit l'ordre de l'empire britannique en 1956.

## Biographie
Pilkington naît dans une famille aisée, les Pilkingtons de la vitrerie-miroiterie. En 1913, elle étudie à la Slade School of Fine Art, où Lucien Pissarro lui enseigne la gravure sur bois. En 1914, elle se rend à l'école centrale pour étudier la gravure sur bois sous la direction de Noel Rooke.